# توومتسوو
توومتسوو (به لاتین: Tłumaczów) یک منطقهٔ مسکونی در لهستان است که در Gmina Radków, Lower Silesian Voivodeship واقع شده‌است.